# Thryssa dayi
Thryssa dayi är en fiskart som beskrevs av Wongratana, 1983. Thryssa dayi ingår i släktet Thryssa och familjen Engraulidae. Inga underarter finns listade i Catalogue of Life.